# Ранний нововерхненемецкий язык
Ранний нововерхненемецкий язык (нем. Frühneuhochdeutsch, кратко — fnhd.) — период в развитии литературного немецкого языка, начинающийся в 1350 году, то есть с конца средневерхненемецкого периода, до 1650 года, когда сформированный вариант верхненемецкого языка принял вид, близкий к современному. Огромную роль в становлении языка этого периода сыграл Мартин Лютер, автор переводов Библии на немецкий язык.

## Развитие фонетической, грамматической и лексической структуры языка
Характерными процессами этого периода в фонетической системе языка были процессы формирования дифтонгов и монофтонгов. Эти два процесса являлись переходными между языком средневерхненемецким, где, например, буквосочетание ei всегда произносилось как [ei], и нововерхненемецким, для которого характерна интерпретация [ai]. Звуки ī, ū, iu приняли вид ei, au, eu, соответственно, что объясняет различия между алеманнскими диалектами, где этот процесс не произошёл, и собственно литературным языком.
Существенные изменения произошли в морфологии и синтаксисе языка, где прослеживается тенденция к усложнению. Так, морфология имени существительного значительно обогатилась за счёт расширения средств образования множественного числа. Этот процесс, отмечавшийся и в ранних периодах, продолжил своё развитие в раннем нововерхненемецком языке, и суть его состояла в применении умлаута корневой гласной. Например, слово sohn получало о-умлаут и во множественном числе имело вид söhne (гласная на конце — также способ образования форм множественного числа в предыдущих периодах развития языка). В словообразовании произошли существенные подвижки, вызванные увеличением количества словообразовательных элементов, приведших и к развитию в последующем стилистики языка. Появление суффиксов -heit, -nis и -unge определило не только включение новых слов в язык, но и подведение существительных под более широкую семантическую категорию. Словообразовательные элементы, новые аффиксы в языке являлись не единственной причиной изменения семантики отдельных слов. К этому привели и изменения общественных отношений в конце раннего нововерхненемецкого периода.
Немецкий язык средневековья начинает активно принимать в себя лексику из итальянского и французского языков, что привело к появлению в немецком языке совершенно новых адаптированных под немецкоязычное общество понятий: Kapitän, Bank, Ballett, Kostüm, Leutnant и других.
Развитие получили также синтаксическая система, правописание и пунктуация. Применение на письме новых пунктуационных знаков определило и усложнение синтаксиса предложения: если ранее части сложного предложения невозможно было связать, не исказив при этом его сути, то в раннем нововерхненемецком языке с появлением запятых эта проблема была решена. За счёт этого немецкое предложение могло иметь сложный вид, не утратив смысла из-за громоздкости конструкции, и даже более — обогатить язык. В это же время появилось правило писать существительные с заглавной буквы.

## Культурно-исторические предпосылки формирования языка
К культурно-историческим предпосылкам формирования языка прежде всего следует отнести повышение интереса к образованию и изменение политико-экономического центра. В период с XIII по XVI века центр смещался неоднократно: от языкового варианта Фландрии и Брабанта, Ганзы, через баварские и восточно-франкские диалекты к южнонемецкому. Появление новых университетов в немецкоязычном языковом пространстве привело к росту интереса к немецкому языку, хотя главенствующим языком науки оставался латинский. В XVI—XVII веках число немецкоязычных изданий пересилило латынь. Этому в частности способствовало изобретение книгопечатания при Гутенберге и деятельность Мартина Лютера, которому принадлежат переводы Ветхого (1534) и Нового заветов (1584), а также многочисленные стихотворные и прозаические произведения. В ранний нововерхненемецкий период также предпринимались первые попытки систематизировать знания о языке.